# 鹿児島県道308号郷戸市来線
鹿児島県道308号郷戸市来線（かごしまけんどう308ごう ごうといちきせん）は、鹿児島県日置市からいちき串木野市に至る一般県道である。

## 概要

### 路線データ
- 起点：鹿児島県日置市東市来町養母（鹿児島県道304号仙名伊集院線交点）
- 終点：鹿児島県いちき串木野市湊町1丁目（湊町交差点、国道3号交点）

## 地理

### 通過する自治体
- 日置市
- いちき串木野市

### 交差する道路
| 交差する道路                | 市町村名       | 交差する場所 | 交差する場所      |
| --------------------------- | -------------- | ------------ | ----------------- |
| 鹿児島県道304号仙名伊集院線 | 日置市         | 東市来町養母 | 起点              |
| 国道3号 / 市来バイパス      | いちき串木野市 | 湊町3丁目    |                   |
| 国道3号                     | いちき串木野市 | 湊町1丁目    | 湊町交差点 / 終点 |

### 交差する鉄道
- 九州新幹線
- 鹿児島本線

### 沿線
- 市来ダム
- いちき串木野市立川上小学校
- 鹿児島県立市来農芸高等学校